# 犬神くんシリーズ
『犬神くんシリーズ』（いぬがみくんシリーズ）は桑田乃梨子による日本の漫画作品のシリーズ。第1作「ひみつの犬神くん」が1988年、『LaLa DX春の号』（白泉社）に掲載され、その後『LaLa』で読み切りシリーズとして1989年まで不定期で掲載された。全5話に加え、作者の『あぶないティーチャーシリーズ』との合同の番外編1本がある。コミックスは花とゆめコミックスより「ひみつの犬神くん」のタイトルで全1巻。白泉社文庫からは「あぶないティーチャーシリーズ」と共に「犬神くんと森島さん」のタイトルで全1巻。
なお、第1作「ひみつの犬神くん」は作者のデビュー作にあたる。

## あらすじ
県立津波高校に通う犬神鷹介には秘密があった。それは自分が狼男であること。満月が近くなると力が強くなり、傷の治りが速くなる。そして、ちょっとしたショックで耳や手足が狼のものになり、尻尾が生えてくるのであった。
そんな狼男でありながら性格は気弱で乙女チックな犬神。想い人の泉田はるかに秘密を打ち明け、仲良くなることには成功するものの、恋愛はなかなか先に進まないのであった。

## 各話タイトル一覧
- ひみつの犬神くん
- 微熱狼少年
- 耳をそばだてて
- どこにいても大丈夫
- 黄金色（きんいろ）の句読点
- 月に願いを（番外編）

## 主な登場人物
犬神 鷹介（いぬがみ ようすけ）
本作の主人公。県立津波高校2年8組。母方の曾祖父からの隔世遺伝で変身能力や常人離れした嗅覚・聴覚が発現した狼男。満月が近くなると力が強くなったり、傷の治りが速くなったりする。また、ショックを受けたりすると無意識に耳や手が狼のそれになり、尻尾が生えて来て、さらに完全な狼に変化してしまう（後にある程度自分でコントロールできるようになる）。
性格は気弱で泣き虫、乙女チック。部屋にはヌイグルミ、恋愛のおまじないの本、多量の少女漫画のコミックがある。クラスの女子生徒達にもなめられているが、決していじめられているわけではない。また、幼少期に犬に噛まれた経験から犬に恐怖心を抱いていた（後に克服する）。
1年生の時、風邪を引いていたところを元気づけてもらって以来、はるかに恋心を抱いている。狼男の秘密を打ち明けることで仲良くなることはできたが、なかなか自分の想いを伝えられずにいたところ、彼女が歪谷のことを好きだと打ち明けられてしまう。後に自分の気持ちだけは伝えた。
自分が狼男であることに悩んでいたが、えりかから他にも仲間がいることを聞かされ、前向きに受け入れるようになった。
コミックスのあとがきのカットで、将来えりかと結婚し一児をもうけている様子が描かれている。
歪谷 透（ゆがみだに とおる）
2年3組の男子生徒で犬神の親友（というよりは悪友）。学年一の成績を修める優秀な生徒だが、将来の夢に「革命家」と書くなど言動には問題がある。常に不遜な態度で、よく言えば自分に正直、悪く言えば強引で自分勝手な性格。犬神が狼男であることを最初に打ち明けられた後、「犬神が危険な裏社会に巻き込まれるのをそばで見ていたい」という理由で犬神が平穏な生活を送らないことを願っている。
苗字の由来は現福岡ソフトバンクホークスのコーチ・湯上谷竑志
泉田 はるか（いずみだ はるか）
犬神と同じクラスの女子生徒で、犬神の想い人。
狼男であることを告白されて以降、犬神たちと仲良くなるが、その中で歪谷に惹かれていく。犬神の勧めで歪谷に告白するが、歪谷からは犬神（の狼男としての体質）のほうが今は興味がある、ということで振られてしまう。だが、むしろその言葉を聞いて安心していた。
田中 一（たなか はじめ）
2年6組の男子生徒。はるかと同じ委員会に所属。二枚目かつ「道徳の教科書のように」素朴で善良な少年で、女子生徒の間でも人気が高い。
秘密を知る前から多少の交流はあったが、偶然中途半端に変身した犬神を目撃して以来仲良くなる。
犬神とははるかを巡る恋のライバルでもあるが、「女子からの人気は高いが自分の好きな女子には誰か別に好きな人がいる」という経験を2回も経験してしまっていたため、やはり自分の気持ちを伝えられずにいた。そしてはるかが歪谷のことを好きになったため、また同じ経験を繰り返すハメになった。
美月 えりか（みづき えりか）
歪谷の家の近所に引っ越して来て、1年に転入してきた女子生徒。犬神のことを「からかいの対象」として気に入り、ちょっかいをかけてくる。犬神の性格にはイライラすることもあるが、同時に放っておけないとも思っている。
実は彼女も狼人間で、両親も狼人間。両親はカナダで狼の研究をする傍ら、仲間を捜している。
コミックスのあとがきのカットで、犬神と結婚し長男（犬神似）を抱いている様子が描かれている。
錠治（じょうじ）
近所に住む小学生が飼っているドーベルマン。気が立っていた錠治とのにらみ合いで勝利したことが、犬神の犬への恐怖心の克服につながった。
飼い主は作者の後年の作品、『月刊1年2組』で主人公のクラスメートとして登場する。
森島 恵子（もりしま けいこ）
番外編「月に願いを」に登場する、『あぶないティーチャーシリーズ』の主人公。犬神たちが1年生の時、県立津波高校に教育実習生としてやって来る（すなわち、同シリーズにおいても本編より前のエピソードということになる）。盗撮していた女子生徒達の写真が犬神に見つかるが、逆に犬神を丸め込んで子分にしてしまう。犬神の常人離れした嗅覚・聴覚・怪力を目にしても、「人間何かとりえがあるものだ」として動じなかった。本人が意図したわけではないが、犬神と歪谷が仲良くなるきっかけを作った。